# Detective Harper: acqua alla gola
Detective Harper: acqua alla gola (The Drowning Pool) è un film del 1975 diretto da Stuart Rosenberg, con Paul Newman, Joanne Woodward e Anthony Franciosa.
È il secondo film in cui Newman interpreta il detective Lew Harper dopo Detective's Story del 1966: anche questo, come il precedente, è tratto da un romanzo di Ross Macdonald: Il vortice (The Drowning Pool) del 1950.

## Trama
Il detective Lew Harper arriva a New Orleans per accettare un incarico per conto di una sua ex fiamma, la ricca ereditiera Iris Devereaux, che vive insieme al marito e alla figlia Scarlett nella tenuta coloniale della madre, Olivia: Iris infatti viene ricattata da lettere anonime riguardo ai suoi affari extraconiugali e ritiene che l'autore del ricatto sia il suo chaffeur Pat Reavis, che ha appena licenziato. Col beneplacito del capo della polizia Broussard, che mostra da subito grande preoccupazione nei confronti di Iris e Scarlett, Harper inizia le indagini.
Scopre che la tenuta dei Devereaux è oggetto delle brame del magnate del petrolio J. Hugh Kilbourne, che vuole impadronirsene per iniziare l'estrazione quanto prima; inoltre scopre che Reavis si intratteneva con una prostituta di nome Gretchen, che lo indirizza a una camera d'albergo che però trova deserta. Nel perquisirla si imbatte in due loschi individui che lo rapiscono e lo portano nella loro macchina, dove una donna misteriosa lo interroga riguardo un libretto d'assegni che Reavis doveva avere in suo possesso; Harper riesce a trarsi d'impaccio fingendosi un ladro in cerca di gioielli e affermando di non sapere niente.
Dopo che Olivia Devereaux viene ritrovata morta in casa sua, Broussard si concentra sulla ricerca di Reavis, ritenendolo principale sospettato; Harper riesce a rintracciarlo nell'appartamento della sorella Elaine e lo trova in possesso di ben 10.000 dollari, che lui ritiene il compenso da parte di Kilbourne per aver ucciso Olivia. Contattata la polizia per informarli del ritrovamento di Reavis, cerca di portarlo alla centrale, ma lungo la strada i due finiscono in un agguato da parte di tre uomini armati e mascherati: gli aggressori sparano a Reavis, uccidendolo, ma Harper riesce a ferire uno di loro e salvarsi. Tornato da Broussard, questi lo informa che la sua chiamata alla centrale non gli è stata passata, che non ci sono rapporti sulla sparatoria e che il suo aiutante Franks si è ferito al braccio durante un incidente di caccia.
Harper torna da Gretchen, che ammette di aver nascosto il libretto di assegni rubato da Reavis su richiesta di quest'ultimo: il libretto contiene i nomi di tutti i politici e poliziotti corrotti da Kilbourne. Deduce inoltre che Franks era uno degli aggressori mascherati: dopo averlo sorpreso in casa sua lo costringe ad ammettere di lavorare per Kilbourne e di esser stato assoldato da lui per uccidere Reavis. Torna così da Kilbourne per informarlo delle sue scoperte e Kilbourne confessa che Reavis era una sua spia, ma non è stato lui a ucciderla. Harper afferma di essere in possesso del libretto di assegni, ma rifiuta di farsi comprare. Scopre inoltre che la donna misteriosa in cerca del libretto è la moglie di Kilbourne, Mavis: era stata lei a consegnare il libretto a Reavis, all'insaputa del marito.
Kilbourne li fa rapire e rinchiudere entrambi in una clinica abbandonata fuori città, dove tortura Harper per ottenere l'ubicazione del libretto; quando lui si rifiuta di parlare, Kilbourne li lascia lì con la promessa di tornare la mattina seguente. Harper e Mavis riescono a liberarsi e cercano di evadere allagando lo stanzone e raggiungere il lucernario sul soffitto. Il piano fallisce, in quanto non riescono a infrangere il vetro; ma proprio allora Kilbourne ritorna e, aprendo la porta, viene investito da una fiumana d'acqua. Harper e Mavis riescono a uscire, ma mentre Harper cerca di contattare la polizia, Mavis spara a Kilbourne, insistendo che se fosse stato perseguito per vie legali l'avrebbe fatta franca.
Tornato alla tenuta, Harper scopre che Iris è morta per overdose di farmaci, di cui abusava da tempo, e che Broussard è già sul posto: i due infatti avevano una relazione da molti anni. Avendo dedotto in precedenza che era stata Scarlett a scrivere la lettera ricattatoria, ricopiando delle frasi dal manoscritto del padre, Harper sospetta ora che sia stata proprio lei a uccidere Olivia e a spingere Iris al suicidio. Scarlett lo conferma, affermando di averle odiate entrambe. Broussard, che ha origliato la confessione, lascia andare Scarlett e confessa di essere lui il vero padre della ragazza.
Prima di tornare a Los Angeles, Harper passa di nuovo da Gretchen, donandole i 10.000 dollari trovati in tasca a Reavis (meno 800 dollari di spese per sé) e incoraggiandola a inviare il libretto di assegni al giornale più prestigioso di New Orleans.